# An Adventure in Hearts
An Adventure in Hearts è un film muto del 1919 diretto da James Cruze.

## Produzione
Il film fu prodotto dalla Famous Players-Lasky Corporation con il titolo di lavorazione Captain Dieppe.

## Distribuzione
Distribuito dalla Paramount Pictures (con il nome Famous Players-Lasky Corporation), il film - presentato da Jesse L. Lasky - uscì nelle sale cinematografiche statunitensi il 7 dicembre 1919.